# Час перевертня
«Час перевертня» (рос. «Час оборотня») — радянський художній фільм жахів 1990 року, знятий режисером Ігорем Шевченком.

## Сюжет
Вже немолодому журналісту Ковальову випадає шанс нарешті стати головним редактором газети. Не бажаючи випробовувати долю, головний герой звертається за підтримкою до партійного організатора. Однак тут відбувається щось несподіване — Ковальова кусає собака, і він стає перевертнем. Ночами перетворюючись в страшну собаку, Ковальов з тих пір блукає по місту і наводить страх на своїх читачів. Знайти і знешкодити звіра доручають міліціонеру Василю Ковальову, синові нещасного журналіста.

## У ролях
- Михайло Пахоменко — Григорій Максимович Ковальов
- Олександр Балуєв — син Григорія, міліціонер Василь Ковальов
- Марина Старих — складачка Тая
- Сергій Бистрицький — епізод
- Лариса Бородіна — дочка Григорія
- В'ячеслав Гуренков — парторг, Петро Васильович
- Юрій Ноздрін — епізод
- Олександр Симонов — епізод
- Сергій Четвертков — лікар
- Володимир Карасьов — епізод
- Таміла Коміссарова — епізод
- Андрій Фільков — епізод
- Аля Нікуліна

## Знімальна група
- Режисер — Ігор Шевченко
- Сценарист — Сергій Четвертков
- Оператор — Олександр Лобєєв
- Композитор — Артемій Артем'єв